# Pattern 1914 Enfield
O Rifle, .303 Pattern 1914 ou Pattern 1914 Enfield (ou simplesmente P14) era um fuzil de serviço britânico do período da Primeira Guerra Mundial. Uma arma por ação de ferrolho com um carregador de 5 tiros integrado, foi fabricado principalmente por empresas nos Estados Unidos através de contratos específicos. Serviu como um rifle de precisão e como "segunda linha" e estoque de reserva até ser declarado obsoleto em 1947.
O Pattern 1914 Enfield foi o sucessor do rifle experimental Pattern 1913 Enfield e o predecessor do US Rifle, M1917 Enfield.

## Histórico
Durante a Segunda Guerra dos Bôeres, os britânicos foram confrontados com disparos precisos de longo alcance de rifles Mauser, modelos 1893 e 1895, no calibre 7x57mm. Este cartucho menor e de alta velocidade levou o Departamento de Guerra a desenvolver seu próprio "cartucho magnum", o .276 Enfield, em 1910. Um novo rifle avançado usando uma ação Mauser M98 modificada foi construído para dispará-lo, o Pattern 1913 Enfield (P13); a produção em massa efetiva ainda estava um pouco distante quando a Primeira Guerra Mundial começou, para não falar do pesadelo logístico de introduzir um novo cartucho de rifle em tempo de guerra, então não deu em nada.

## Operadores

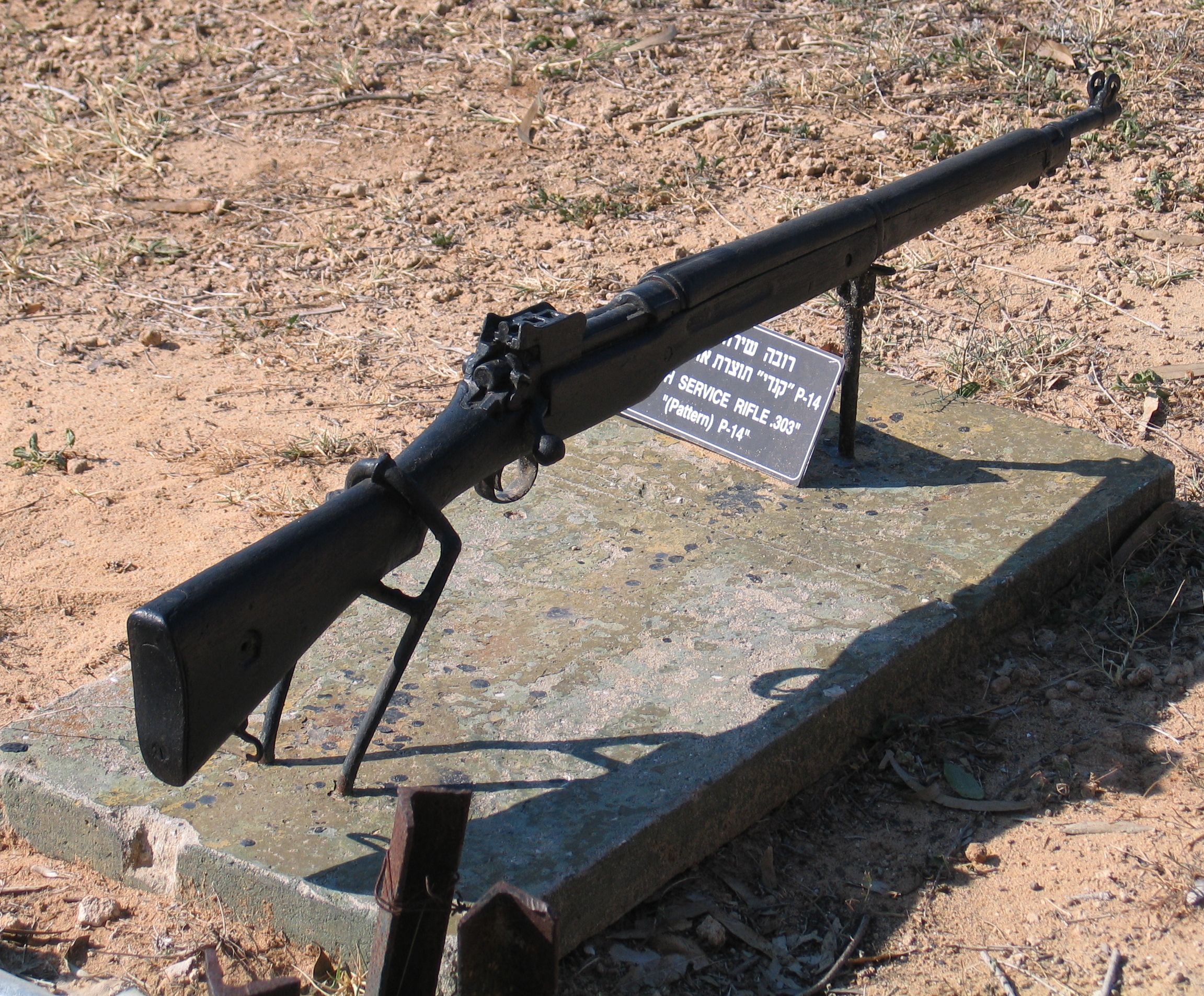
Fuzil P14 Enfield israelense no local de reconstrução do campo de batalha de Yad Mordechai.

- Afeganistão[2]
- Austrália[3]
- Império Britânico[1]
- Canadá[1]
- China: Zhang Zongchang adquiriu 6.000 P14 ex-letões[4] e uma variante com câmara para o cartucho 7,92×57mm Mauser também foi produzida para a China[1]
- Quedivato do Egito[1]
- Estónia[1][5]
- Império Etíope: adquirido após a Primeira Guerra Mundial[6]
- França: usado pelas Forças Francesas Livres[7]
- Grécia
- Índia[1]
- Irlanda[1]
- Israel[8]
- Letónia: usado de 1918 a 1940 pela infantaria do exército letão (versões regular e de franco-atirador como šautenes 14. g.) e pela Brigada da Guarda de Fronteira[9][4]
- Lituânia[1]
- Países Baixos: usado por unidades do Exército Real das Índias Orientais Holandesas na Austrália[10]
- Nova Zelândia[11]
- Nigéria
- Noruega: Recebido de lançamentos aéreos aliados para a resistência durante a Segunda Guerra Mundial e dados pela Grã-Bretanha à Brigada Norueguesa durante a ocupação da Alemanha em 1947. Retornou à Grã-Bretanha em 1952 em troca de fuzis P-17.[12]
- Paquistão: Usado pelo Exército do Paquistão na Guerra Indo-Paquistanesa de 1947.
- Polónia: Usado pela Polícia e pelo KOP antes da Segunda Guerra Mundial
- Portugal[1]
- República Espanhola: 250 fuzis P14 provenientes da Estônia foram recebidos durante a Guerra Civil Espanhola[13]
- União Sul-Africana: fornecido à Força de Defesa da União para ajudar a armar as tropas para a invasão do Sudoeste Africano Alemão em 1915.